# 성북구의회
성북구의회는 서울특별시 성북구 지역을 관할하는 기초의회이다.